# Credogne
La Credogne est une rivière française qui coule dans le seul département du Puy-de-Dôme, en ancienne région Auvergne donc en nouvelle région Auvergne-Rhône-Alpes. C'est un affluent en rive droite de la Dore. C'est donc un sous-affluent de la Loire, par l'Allier.

## Géographie
De 27,8 km de longueur, la Credogne prend sa source sur la commune de Saint-Victor-Montvianeix, au pied du col des Planchettes à 1 140 m d'altitude. Elle conflue en rive droite de la Dore entre les communes de Puy-Guillaume et Limons.

### Communes et cantons traversés

#### Département du Puy-de-Dôme
Dans le seul département du Puy-de-Dôme, la Credogne traverse les cinq communes suivantes, de l'amont vers l'aval, de Saint-Victor-Montvianeix (source), Palladuc, Châteldon, Paslières, Puy-Guillaume, Limons (confluence).
Soit en termes de cantons, la Credogne prend source dans le canton de Thiers, et conflue dans le canton de Maringues dans les arrondissements Thiers et de Riom.

### Bassin versant
La Credogne est dans la zone hydrographique La Dore de la Credogne (C) à l'Allier (NC) (K299) de 1 710 km2 de superficie. Ce bassin versant est constitué à 57,06 % de « forêts et milieux sein-naturels », à 40,87 % de « territoires agricoles », à 2,09 % de « territoires artificialisés », à 0,02 % de « surfaces en eau ».

## Affluents
La Credogne a neuf tronçons affluents référencés dont cinq sont nommés :
- Le Cros (rg[note 1]), 1,4 km sur les deux communes de Saint-Victor-Montvianeix et Palladuc.
- Les Etivaux (rd), 2,6 km sur la seule commune de Saint-Victor-Montvianeix avec un affluent de 0,6 km sur la même commune.
- Le Sucheron (rg), 1,5 km sur les deux communes de Saint-Victor-Montvianeix et Palladuc.
- Le Creuzier (rd), 5,7 km sur la seule commune de Saint-Victor-Montvianeix avec deux affluents :
  - le ruisseau de Chervière ou ruisseau de la Plantade (rd), 1,7 km sur la seule commune de Saint-Victor-Montvianeix
  - le ruisseau de la Guelle (rd), 2,7 km sur la seule commune de Saint-Victor-Montvianeix
- Le Trécoin (rg), 4,8 km sur la seule commune de Saint-Victor-Montvianeix.

Donc son rang de Strahler est de trois.

## Hydrologie
http://www.rdbrmc.com/hydroreel2/station.php?codestation=1214